# Джеффрі Джонс
Джеффрі Дункан Джонс (англ. Jeffrey Duncan Jones; нар. 28 вересня 1946) — американський актор, знаний за кіноролями імператора Йосифа II в «Амадеї» (1984), Еда Руні у «Вихідному дні Ферріса Бюллера» (1986), Чарльза Дітца у «Бітлджюсі» (1988), Скіпа Тайлера у "«Полюванні за „Червоним Жовтнем“» (1990), Едді Барзун в «Адвокат Диявола» (1997) та А. В. Мерріка у серіалі «Дедвуд» (2004—2006) і «Дедвуд: Фільм» (2019).
Його кар'єра почалася в міннеапольському театрі «Guthrie», згодом виступав в Лондоні та на Бродвей. У кіно та на телебаченні зіграв багато ролей, які запам'яталися невимушеним зображенням персонажів у незвичайних ситуаціях, часто з комічним ефектом. Номінований на премію «Золотий глобус» за роль у фільмі «Амадей» і премію Гільдії кіноакторів як учасник акторського складу фільму «Дедвуд».
2003 року звинувачений у спонуканні неповнолітнього позувати для фотографій в оголеному вигляді, що він не заперечував. Згодом його заарештувала за те, що не оновив статус сексуального злочинця.

## Ранні роки
Народився у Баффало, штат Нью-Йорк, у сім'ї Рут (до шлюбу Скулі) і Дугласа Беннета Джонса. Його мати була мистецтвознавицею, яка спонукала сина до кар'єри актора. Його батько помер, коли Джонс був немовлям.
Після закінчення школи у Путні 1964 року вступив до Університету Лоуренса на домедичну освіту, де його виступи в університетських постановках привернули увагу театрального режисера Тайрона Гатрі, який залучив його до театру Гатрі в Міннеаполісі, Міннесота.
Його сценічна кар'єра охоплєвала понад 125 постановок, починаючи з театру Гатрі, потім на міжнародному рівні в Південній Америці, Канаді та Лондоні та в Нью-Йорку на Оф-Бродвеї в «Хмара 9» та «Генріх V», серед інших постановок, а також на Бродвеї в таких постановках, як «Трелоні з „Веллс“» і «Людина-слон». Перехід від сцени до кіно відбувся 1970 року.

## Кар'єра в кіно і на телебаченні
Почав зніматися в невеликих ролях у кіно і на телебаченні у 1970-х роках. До числа його найвідоміших ролей відносять образи імператора Йосифа II в «Амадеї», Чарльза Дітца у «Бітлджюсі» та Едварда Руні у «Вихідному дні Ферріса Бюллера»: завдяки характерному вигляду і незворушному виразу обличчя, персонажі Джонса отримали більш комічний колорит, ніж це передбачалося в сценаріях. Біографічний профіль Джонса у «Нью-Йорк Таймс» відзначає: «Хоча він намагався уникати грати лише злих персонажів, неймовірний зріст актора, вирячені очі, легка усмішка та рудувато-світле волосся надавали йому диявольських рис, що спонукало його продемонструвати свій талант в образі лиходія. Проте актора користується повагою, де б він не з'являвся».
Роботу Джонса в постановці театру Люсіль Лортел «Хмара 9» помітила кастингова група фільму «Легкі гроші» (1983). Його обрали на роль другого плану разом із Родні Денджерфілдом.

### «Амадей»
Режисер Мілош Форман помітив Джонса також у постановці «Хмара 9». Він обрав його на роль Йосифа II для нового проєкту «Амадей» (1984), адаптації однойменної п'єси Пітера Шеффера. Критик Джеймс Берардінеллі зазначив, що Джонс зобразив імператора «як поверхневого і заглибленого в себе правителя, який не може відрізнити велику оперу від посередньої». Вінсент Кенбі з «Нью-Йорк таймс» високо оцінив гру Джонса, покликаючись на найбільш пам'ятну репліку фільму, коли імператор скаржиться на партитуру «Викрадення з сералю», зауважуючи, що в ній «занадто багато нот». Ця роль принесла йому номінацію на премію «Золотий глобус» за найкращу чоловічу роль другого плану у фільмі.

### «Вихідний у Ферріса Бюллера»
Роль Джонса у фільмі «Вихідний день Ферріса Буллера» (1986) зробила його культурною іконою. Його персонаж Руні, самовпевнений і одержимий пійманням хронічного прогульника Ферріса Бюллера, став символом пихатості й авторитарної ненависті. У «Нью-Йорк т» гру Джонса описали як «прекрасного мультиплікаційного персонажа — втілення лютого монстра», який «дряпається, кусається, спускаючи собак і кидається брудом, переслідуючи свою слабшу, але спритнішу здобич, і кожного разу програє, проте продовжує боротися, вигадуючи якийсь новий (марний) план». Його порівнюють з Койотом, персонажем, якому не судилося впіймати Дорожнього бігуна (Ферріс Бюллер). Джонс висловив стурбованість тим, що його запам'ятають за цією роллю, а не з «Амадея». Щодо сюжету фільму він сказав: «Дивовижним у Феррісі Бюллері є те, що нас просять співчувати дитині, чиє єдине нарікання, що сестра отримала машину на день народження, а він — комп'ютер».

### «Бітлджюс» і Тім Бертон
У комедійному фільмі жахів «Бітлджюс» (1988) Джонс і Кетрін О'Гара зіграли подружню пару (Чарльз і Делія Діців), які мимоволі стають співвласниками будинку з привидами. Щоб підкреслити скучність цієї пари, режисер Тім Бертон створив сцену званої вечері, на якій привиди попередніх власників змушують усіх співати «Day-O (The Banana Boat Song)».
Бертон зняв Джонса у своїх фільмах «Ед Вуд» (1994) у ролі Дивовижного Крісвелла, і «Сонна Лощина» (1999). Незадовго до виходу останнього Джонс сказав про Бертона: «Я знаю Тіма вже досить довго, і мені дуже подобається з ним працювати. Мені подобається його чуйність, і він дуже веселий».

### Інші фільми
Джонс зіграв доктора Волтера Дженнінга у фільмі Джорджа Лукаса «Говард-качка» (1986). У фільмі про Шерлока Холмса «Без жодної підказки» (1988) виконав роль інспектора Лестрейда. У фільмі «Полювання за „Червоним Жовтнем“» (1990) зіграв колишнього командира підводного човна Скіпа Тайлера. З'явився в ролі реального персонажа Томаса Патнема у фільмі «Тигель» (1996). Зіграв дядька Креншоу Літтла у фільмі «Стюарт Літтл» (1999). Як лісовий магнат Джо Поттер, Джонс був головним антагоністом комедії Едді Мерфі «Доктор Дуліттл 2» (2001).

### Телевізійні ролі
Одна з перших телевізійних ролей Джонса була в епізоді серіалу CBS «Сара» (1976). Зіграв лиходія, містера Акме (власника компанії Acme Toxic Waste), у сатиричному комедійному мінісеріалі «Фресно» (1986), де знялися Керол Бернетт, Чарльз Гродін і Дебні Коулмен. Для Disney Джонс був ведучим спеціального мюзиклу D-TV «Monster Hits» 1987 року (в ролі чарівне дзеркало), а пізніше знявся разом з Тайрою Бенкс, Кеті Наджімі та Кевіном Поллаком у відеосюжетній частині атракціону Дісней Ворлд Extraterrorestrial Alien Encounter. Виконав гостьові ролі в низці телесеріалів, зокрема «Дивовижні історії», «Байки зі склепу» та «Бетмен». Отримав роль у ситкомі «Люди по сусідству» (1989) від CBS.
Найвидатнішою телевізійною роллю Джонса є образ газетного видавця А. В. Мерріка у відомому драматичному серіалі HBO «Дедвуд» (2004—2006). Кейт Уліх зі «Slant Magazine» назвала Джонса і його персонажа Мерріка «недоречними доповненнями» до серіалу, покликаючись на Мерріка як на її «світську душу». Разом з акторським складом номінований на премію Гільдії кіноакторів за найкращу гру в драматичному серіалі.

## Пізніша кар'єра
Після його появи в комедії про гольф «Хто твій Кедді?» (2007), кілька років не знімався. Повернувся з епізодичною роллю редактора Чарльза Колбо в оригінальному фільмі HBO «Гемінґвей та Ґеллгорн» (2012), після якого зіграв роль другого плану вченого Гладстона в незалежному фільмі-катастрофі «10.0 Землетрус» (2014). Потім зіграв вигадану версію себе в короткометражному фільмі «7 днів» (2016) і повторив роль А. В. Мерріка в фільмі «Дедвуд: Фільм».
У травні 2015 року повернувся на сцену з постановкою Нового американського театру «63 трильйони» режисера Стіва Цукермана. «Лос-Анджелес Таймс» похвалила його образ фінансового консультанта Діка як «зле захоплення, якому міг би позаздрити сам сатана». З березня 2018 року виконував роль хворого патріарха Бредлі в постановці п'єси А. Р. Герні «Година коктейлю», яку поставили в театрі Анненберга в Музеї мистецтв Палм-Спрінгс.

## Особисте життя
Має одного сина Джуліана Куттса від викладачки вокалу з Канади Ллой Куттс (1941—2008). Вони познайомилися в Стретфорді, Онтаріо.
В інтерв'ю 1989 року Джонс зізнався, що цінує анонімність і задоволення від повсякденних справ, як-от ремонт будинку, і, що його не цікавлять символи статусу та лестощі шанувальників. Він пояснив, що більше суспільне визнання ускладнює перехід між ролями та дозволяє персонажу виходити на перший план, а акторові відступати.

## Проблеми з законом

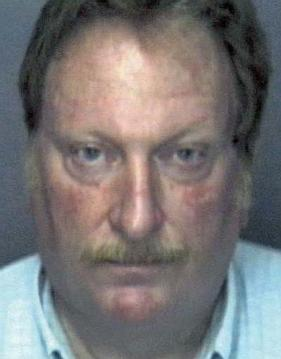
Фото Джонса з реєстру сексуальних злочинців Департаменту правоохоронних органів Флориди

### Сексуальне насильство над дітьми
2002 року Джонса заарештували за володіння матеріалами сексуального насильства над дітьми та підбурювання 14-річного хлопчика до участі у відверто сексуальних фотосесіях у вересні 2000 року — травні 2001 року. Джонс фотографував дитину та кілька разів платив йому за позування оголеним у ковбойському капелюсі, з м'якими іграшками та в костюмі корінного американця. Джонс здався сам і його звільнили під заставу до пред'явлення обвинувачення. Джонс не визнав себе винним у звинуваченні у володінні і не оскаржував звинувачення у підбурюванні неповнолітнього. Жертва подала окремий цивільний позов проти Джонса, вимагаючи відшкодування збитків і компенсації. Звинувачення у проступку щодо зберігання дитячої порнографії зняли після згоди про визнання вини. Його адвокат підкреслив, що звинувачень у неналежному фізичному контакті немає. Джонс отримав п'ять років пробаційного нагляду, консультування та реєстрація як сексуального злочинця.

### Інші правопорушення
Двічі заарештовувався за те, що він не оновив статус сексуального злочинця, спочатку 2004 року у Флориді і 2010 року у Каліфорнії. Джонс визнав себе винним у злочині у Каліфорнії, отримавши 250 годин громадських робіт і додаткові три роки випробувального терміну.
2006 року запис Джонса став предметом невдоволення громадськості під час знімання фільму «Хто твій Кедді?» в Ейкені, Південна Кароліна. Дізнавшись про його участь, місцеві жителі наполягали на тому, що громадськість має бути попереджена, враховуючи, що на знімальний майданчик запрошувалися сім'ї. У зв'язку з виходом фільму «Дедвуд: Фільм» 2019 року злочин Джонса оглядали засоби масової інформації.

## Фільмографія
| Рік       |    | Українська назва                                           | Оригінальна назва                                           | Роль                  |
| --------- | -- | ---------------------------------------------------------- | ----------------------------------------------------------- | --------------------- |
| 1970      | ф  | Революція                                                  | The Revolutionary                                           | член комітету         |
| 1976      | с  | Хроніки Адама                                              | The Adams Chronicles                                        | Брян                  |
| 1976      | с  | Сара                                                       | Sara                                                        |                       |
| 1977      | с  | Величні виступи                                            | Great Performances                                          | сержант Вілсон        |
| 1977      | с  | Коджак                                                     | Kojak                                                       | звʼязківець           |
| 1978      | тф | Допит в Будапешті                                          | Interrogation in Budapest                                   |                       |
| 1978      | ф  | Весілля                                                    | A Wedding                                                   | гість                 |
| 1982      | ф  | Солдат                                                     | The Soldier                                                 | секретар              |
| 1983      | ф  | Легкі гроші                                                | Easy Money                                                  | Клайв Барлоу          |
| 1983      | тф | Красиве кохання                                            | A Fine Romance                                              | Гарр                  |
| 1983      | с  | Ремінгтон Стіл                                             | Remington Steele                                            | Кліффорд Конант       |
| 1984      | ф  | Амадей                                                     | Amadeus                                                     | Йосиф II              |
| 1985      | с  | Сутінкова зона                                             | The Twilight Zone                                           | Карл Вілкерсон        |
| 1985      | ф  | Трансильванія 6-5000                                       | Transylvania 6-5000                                         | майор                 |
| 1986      | ф  | Вихідний день Ферріса Бюллера                              | Ferris Bueller's Day Off                                    | Ед Руні               |
| 1986      | ф  | Говард-качка                                               | Howard the Duck                                             | Волтер Дженнінгс      |
| 1986      | с  | Якщо настане завтра                                        | If Tomorrow Comes                                           | Бадж Голландер        |
| 1986      | ф  | Джордж Вашингтон II: Становлення нації                     | George Washington II: The Forging of a Nation               | Томас Джефферсон      |
| 1986      | с  | Фресно                                                     | Fresno                                                      | містер Акмі           |
| 1986      | с  | Неймовірні історії                                         | Amazing Stories                                             | Джон Болдвін          |
| 1987      | ф  | Ганой-Гілтон                                               | The Hanoi Hilton                                            | майор Фішер           |
| 1987      | ф  | Кенні Роджерс як гравець, Частина 3: Легенда продовжується | Kenny Rogers as The Gambler, Part III: The Legend Continues | Білл                  |
| 1987      | с  |                                                            | Disney's DTV Monster Hits                                   | Чарівне дзеркало      |
| 1989      | с  | Люди по сусідству                                          | The People Next Door                                        | Волтер Келлогг        |
| 1988      | ф  | Бітлджюс                                                   | Beetlejuice                                                 | Чарльз Дітц           |
| 1988      | ф  | Без доказів                                                | Without a Clue                                              | Інспектор Лестрейд    |
| 1989      | ф  | Хто такий Гаррі Крамб?                                     | Who's Harry Crumb?                                          | Елліот Дрейсон        |
| 1989      | ф  | Вальмон                                                    | Valmont                                                     | Жеркур                |
| 1990      | ф  | Полювання за «Червоним Жовтнем»                            | The Hunt for Red October                                    | Скіп Тайлер           |
| 1992      | ф  |                                                            | Out on a Limb                                               | Метт/Пітер            |
| 1992      | ф  | Мамо та тато рятують світ                                  | Mom and Dad Save the World                                  | Дік Нельсон           |
| 1992      | ф  | Залишайся з нами                                           | Stay Tuned                                                  | Спайк                 |
| 1993      | ф  | Небо і земля                                               | Heaven & Earth                                              | міністр               |
| 1993      | с  | Байки зі склепу                                            | Tales from the Crypt                                        | професор Фінлі        |
| 1994      | мс | Чоловік-качка                                              | Duckman                                                     | Ворден                |
| 1994      | мс | Кіт Ік                                                     | Eek! The Cat                                                | Сеймур                |
| 1994      | ф  | Ед Вуд                                                     | Ed Wood                                                     | Джерон Крісвелл Коніг |
| 1995      | ф  | Гість                                                      | Houseguest                                                  | Рон Тіммерман         |
| 1995      | мс | Бетмен                                                     | Batman: The Animated Series                                 | Нівенс                |
| 1995      | мс | Справжні монстри                                           | Aaahh!!! Real Monsters                                      | чоловік в білому      |
| 1995      | тф | Ангел помсти                                               | The Avenging Angel                                          | мілтон Лонг           |
| 1996      | ф  | Сурове випробування                                        | The Crucible                                                | Томас Путнем          |
| 1997      | ф  | Адвокат Диявола                                            | The Devil's Advocate                                        | Едді Барзун           |
| 1997      | ф  | Шкідник                                                    | The Pest                                                    | Густав Шанк           |
| 1997      | ф  | Санта Фе                                                   | Santa Fe                                                    | доктор Раскін         |
| 1997      | ф  | Липучка                                                    | Flypaper                                                    | Роджер                |
| 1998      | с  | За межею можливого                                         | The Outer Limits                                            | Скотт Перкінс         |
| 1999      | ф  | Стюарт Літтл                                               | Stuart Little                                               | Кріншо Літтл          |
| 1999      | ф  | Людоїд                                                     | Ravenous                                                    | полковник Гарт        |
| 1999      | ф  | Сонна лощина                                               | Sleepy Hollow                                               | преподобний Стінвік   |
| 2000      | ф  | В компанії чоловіків                                       | Company Man                                                 | сенатор Бріггс        |
| 2001      | тф | Доки батько не розлучить нас                               | Till Dad Do Us Part                                         | Бреді                 |
| 2001      | ф  | Серцеїдки                                                  | Heartbreakers                                               | містер Еппель         |
| 2001      | ф  | Доктор Дулітл 2                                            | Dr. Dolittle 2                                              | Джо Поттер            |
| 2001      | ф  | Накурені в дим                                             | How High                                                    | віцепрезидент         |
| 2001—2006 | мс | Завойовник Зім                                             | Invader Zim                                                 | різні ролі            |
| 2002      | мс | Проєкт «Зета»                                              | The Zeta Project                                            | детектив Маркус       |
| 2002      | мс | Ліга Справедливості                                        | Justice League                                              | сер Свамі             |
| 2002      | ф  |                                                            | Par 6                                                       | Ллойд Батор Дженкінс  |
| 2003      | с  | Стюарт Літтл                                               | Stuart Little                                               | Креншоу Літтл         |
| 2004—2006 | с  | Дедвуд                                                     | Deadwood                                                    | А. В. Меррік          |
| 2007      | ф  | Хто твій Кедді?                                            | Who's Your Caddy?                                           | Каммінгс              |
| 2012      | тф | Гемінґвей та Ґеллгорн                                      | Hemingway & Gellhorn                                        | Чарльз Коулбау        |
| 2014      | ф  | 10.0 - великий                                             | 10.0 Earthquake                                             | Маркус Гледстоун      |
| 2019      | тф | Дедвуд: Фільм                                              | Deadwood: The Movie                                         | А. В. Меррік          |